# Пахрінок скельний
Пахрінок скельний (Hornungia petraea) — вид квіткових рослин родини капустяних (Brassicaceae).

## Біоморфологічна характеристика
Це однорічна рослина 5–10 см заввишки, коротко запушена. Прикореневі листки в розетці, перистороздільні з невеликими еліптичними сегментами. Суцвіття ущільнене, в плодах подовжується. Пелюстки білі, 1 мм завдовжки, майже однакової довжини з чашолистками. Стручечки здавлені з боків, 2.5–4 × 1–1.5 мм. Насіння 4, світло-коричневе.

## Поширення
Росте у Європі, на заході Азії, на північному заході Африки. Населяє кам'янисті місця.
В Україні росте на кам'янистих та скельних місцях — у Правобережному Степу (Одеса), Степовому (на Керченському півострові) та гірському Криму, рідко.